# ちょい悪デビル
『ちょい悪デビル』（ちょいわるデビル）は、W（ダブルユー）の配信限定ミニアルバムである。2019年3月30日にアップフロントワークスより配信開始。

## 概要
- 2019年3月30日、幕張メッセで開催するハロー!プロジェクトのコンサート「Hello! Project 20th Anniversary!! Hello! Project ひなフェス 2019＜Hello! Project 20th Anniversary!! プレミアム＞」で13年ぶりに同ユニットが復活するのに際し、2006年3月8日にリリース予定だった7thシングル「どうにもとまらない/ちょい悪デビル」を、同年3月15日にリリース予定だった3rdアルバム「W3:faithful」より3曲を加えた、計5曲のミニアルバムという形で配信限定でリリースすることになった[1]。

## 収録曲
| #  | タイトル                                         | 作詞         | 作曲         | 編曲         | 時間 |
| -- | ------------------------------------------------ | ------------ | ------------ | ------------ | ---- |
| 1. | 「ちょい悪デビル」(オリジナル)                   | イイジマケン | イイジマケン | イイジマケン | 3:30 |
| 2. | 「どうにもとまらない」(山本リンダ)               | 阿久悠       | 都倉俊一     | 矢野博康     | 3:13 |
| 3. | 「春咲小紅」(矢野顕子)                           | 糸井重里     | 矢野顕子     | 河野伸       | 4:17 |
| 4. | 「個人授業」(フィンガー5)                        | 阿久悠       | 都倉俊一     | 野村義男     | 3:28 |
| 5. | 「うちにかぎってそんなことはないはず」(森高千里) | 森高千里     | 直枝政太郎   | ARCHIBOLD    | 3:03 |

## リリース日一覧
| 地域 | リリース日    | レーベル       | 規格                            | カタログ番号 |
| ---- | ------------- | -------------- | ------------------------------- | ------------ |
| 日本 | 2019年3月30日 | UP-FRONT WORKS | ダウンロードアルバム （LC-AAC） | UFDL-1425    |